# 胡陈港水库
胡陈港水库是中国浙江省宁波市宁海县境内的一座水库，位于胡陈港，建于1979年。水库正常库容为6076万立方米，集雨面积为196平方千米，海拔为1米。